# 油慶珍眼蝶
油慶珍眼蝶（Coenonympha glycerion）是属于蛺蝶科的一种蝴蝶。它的生活範圍西至东欧，向东橫跨古北界、高加索，東至西伯利亚和朝鲜王朝。油慶珍眼蝶的前翅长17毫米，顏色為黑褐色。